# Кубок німецької ліги з футболу 2003
Кубок німецької ліги 2003 — 8-й розіграш Кубка німецької ліги. Змагання проводиться за системою «плей-оф», де і визначають переможця. Переможцем вдруге став Гамбург.

## Календар
| Раунд        | Дата             | Матчі | Клуби |
| ------------ | ---------------- | ----- | ----- |
| Перший раунд | 16-17 липня 2003 | 2     | 6 → 4 |
| 1/2 фіналу   | 21-22 липня 2003 | 2     | 4 → 2 |
| Фінал        | 28 липня 2003    | 1     | 2 → 1 |

## Перший раунд
| Команда 1           | Рахунок | Команда 2 |
| ------------------- | ------- | --------- |
| 16 липня 2003       |         |           |
| Боруссія (Дортмунд) | 2:1     | Бохум     |
| 17 липня 2003       |         |           |
| Гамбург             | 2:1     | Герта     |

## 1/2 фіналу
| Команда 1           | Рахунок      | Команда 2 |
| ------------------- | ------------ | --------- |
| 21 липня 2003       |              |           |
| Боруссія (Дортмунд) | 1:0          | Штутгарт  |
| 22 липня 2003       |              |           |
| Баварія             | 3:3 пен. 1:4 | Гамбург   |

## Фінал
| 28 липня 2003 21:30 (EEST) |

| Боруссія (Дортмунд)           | 2:4      | Гамбург                                        |
| ----------------------------- | -------- | ---------------------------------------------- |
| Аморозо 24' (пен.) Коллер 61' | Протокол | Хоогма 2' Кардосо 12' Такахара 18' Байнліх 68' |

| Брюхвегштадіон, Майнц Глядачів: 16 700 Арбітр: Юрген Ауст |